# Asia Rugby U19 2023
El Asia Rugby U19 del 2023 fue la decimosegunda edición del torneo que organiza Asia Rugby, se disputó en Hong Kong.
El campeón clasificó al Trofeo Mundial de Rugby Juvenil 2024.

## Equipos participantes
- Selección juvenil de rugby de China Taipéi
- Selección juvenil de rugby de Corea del Sur
- Selección juvenil de rugby de Hong Kong

## Posiciones
| Pos. | Equipo        | Encuentros | Encuentros | Encuentros | Encuentros | Tantos  | Tantos    | Tantos     | Puntos |
| Pos. | Equipo        | jugados    | ganados    | empatados  | perdidos   | a favor | en contra | diferencia | Puntos |
| ---- | ------------- | ---------- | ---------- | ---------- | ---------- | ------- | --------- | ---------- | ------ |
| 1    | Hong Kong     | 2          | 2          | 0          | 0          | 84      | 14        | +70        | 10     |
| 2    | Corea del Sur | 2          | 1          | 0          | 1          | 54      | 83        | -29        | 5      |
| 3    | China Taipéi  | 2          | 0          | 0          | 2          | 28      | 69        | -41        | 0      |

Nota: Se otorgan 4 puntos al equipo que gane un partido, 2 al que empate y 0 al que pierda
Puntos Bonus: 1 punto por convertir 4 tries o más en un partido y 1 al equipo que pierda por no más de 7 tantos de diferencia

## Resultados

### Primera fecha
| 8 de diciembre | Hong Kong | 22 - 7 | China Taipéi |  |  |

### Segunda fecha
| 12 de diciembre | China Taipéi | 21 - 47 | Corea del Sur |  |  |

### Tercera fecha
| 16 de diciembre | Hong Kong | 62 - 7 | Corea del Sur |  |  |

| Bandera de Hong Kong |
| Campeón Hong Kong    |
|                      |